# Ese Eja Sprache
Das Ese Eja (auch Ese Ejja, ausgesprochen /eseʔexa/) ist eine Tacana-Sprache, die im Norden des bolivianischen Tieflands und in der angrenzenden peruanischen Region Madre de Dios von etwa 1100 Angehörigen der Ethnie der Ese Ejja (900 in Bolivien und 200 in Peru) gesprochen wird.
Die bolivianische Verfassung von 2009 erkennt das Ese Eja als eine offizielle indigene Sprache an.

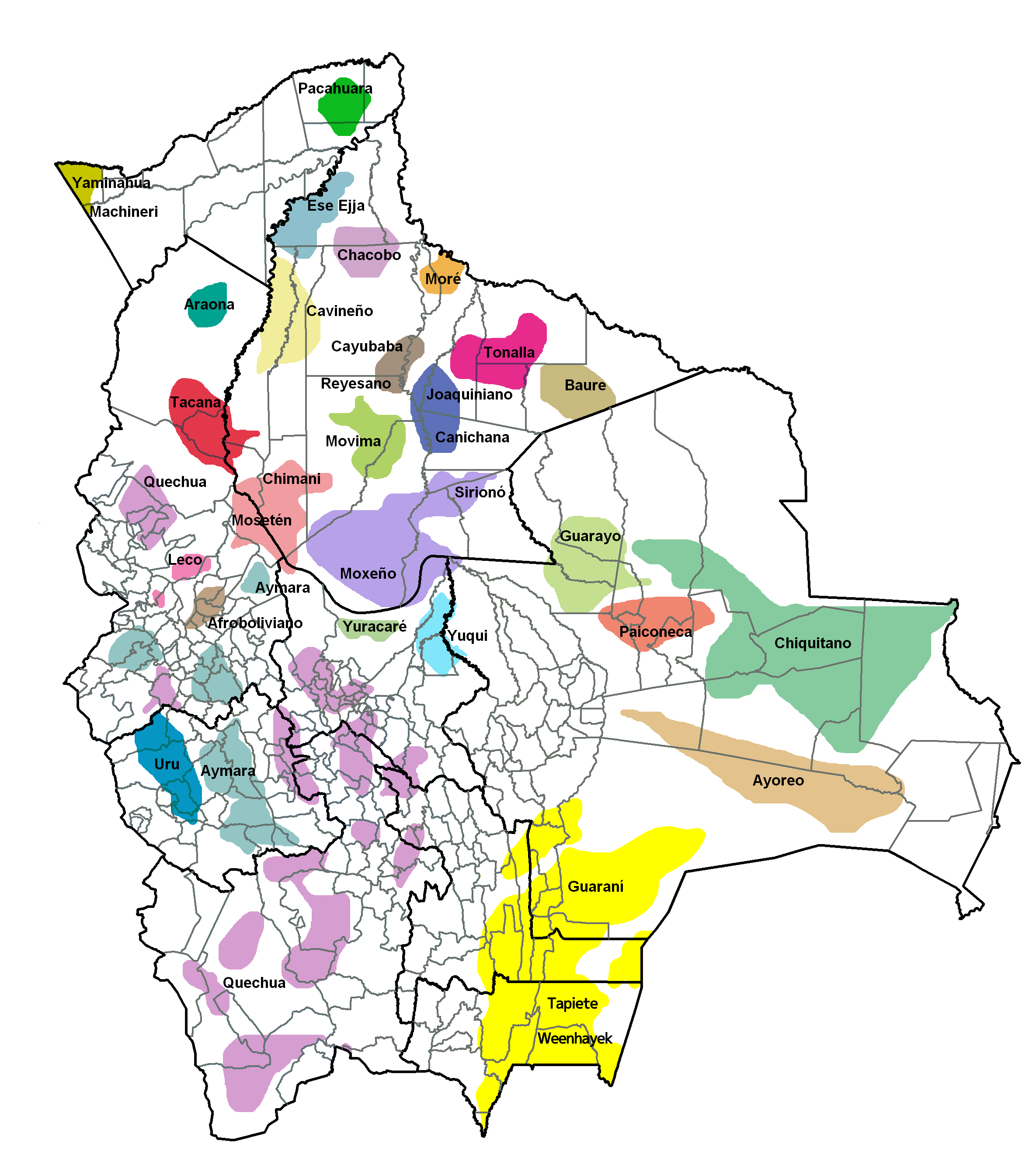

## Aktuelle Situation
Die bolivianischen Ese Ejja leben hauptsächlich in sechs kleinen Gemeinden in den Departamentos Pando (Portachuelo Bajo, Portachuelo Alto, Genechiquía und Villanueva), Beni (Las Amalias) und La Paz (Eyiyoquibo) am Unterlauf des Río Beni. Die peruanischen Angehörigen der Ethnie leben vor allem in drei kleinen Gemeinden in der Region Madre de Dios: Infierno, Palmarreal und Sonene. Die Sprache wird vor allem wegen der geringen Sprecherzahl als bedroht eingestuft.
Der Erhaltungsgrad der Sprache unterscheidet sich stark zwischen den einzelnen Gemeinden. Anscheinend bewahren die bolivianischen Ese Eja die Sprache noch besser als der peruanische Teil der Gruppe. Genauere Angaben liegen nur zu den Orten Portachuelo Alto und Portachuelo Bajo vor. Dort ist das Ese Eja noch die allgemeine Umgangssprache aller Generationen. Die meisten Männer sprechen auch Spanisch und die Kinder erlernen die spanische Sprache in der Schule.
Die dialektalen Unterschiede zwischen der Sprache der einzelnen Ortschaften ist noch ungenügend untersucht. Es ist bekannt, dass dialektale Unterschiede bestehen, die jedoch keinen Einfluss auf die wechselseitige Verständlichkeit der Dialekte haben.

## Geschichte der Ethnie
In den frühen Berichten aus der Kolonialzeit wird die Gruppe sehr unterschiedlich benannt (Guarayos, Bahuajjas, Chams, Guacanahuas, Echojas und Sonene). Sie werden als aggressives Volk beschrieben, das sich an wechselnden Wohnsitzen entlang der Flussufer aufhielt. Erste Kontakte mit Missionaren und Händlern gab es bereits im 16. Jahrhundert. Der Kautschukboom hatte erhebliche Auswirkungen auf das Leben der Gruppe, deren Angehörigen damit unterschiedlich umgingen. Während einige Gruppen sich in entlegenere, am Oberlauf der Flüsse gelegene Gebiete zurückzogen, positionierten andere sich an den schiffbaren Flüssen, um dort von den Kontakten mit den eingedrungenen Kautschuksuchern zu profitieren. Die verheerenden Epidemien des 19. Jahrhunderts scheinen die Ese Ejja kaum betroffen zu haben; umso mehr litten sie dann allerdings zu Beginn des 20. Jahrhunderts unter Infektionskrankheiten.
Die heutigen Ese Ejja werden in drei Untergruppen eingeteilt:
• Die peruanischen Bawaja am Río Tambopata und seinen Nebenflüssen;
• Die Sonene am Río Heath
• Die Ese Ejja am Río Madidi.
Die peruanischen Bawaja waren seit den 1920er Jahren in Kontakt mit Missionaren der Dominikaner und siedelten sich Ende der 1960er Jahre in comunidades nativas an, als sie im Rahmen der Landreform in Peru Besitzrechte auf Land erhielten.
In Bolivien wurden die einzelnen Gruppen im Rahmen der barraca gomera sesshaft; einer Organisationsform, bei der Indigene im bolivianischen Tiefland Kautschuk gewannen. In den 1940er Jahren begannen dann evangelikale Missionare der Misión Evangélica Nuevas Tribus, Angehörige der Ese Ejja in der Nähe von Rurrenabaque anzusiedeln. In den 1960er Jahren zogen sich die Missionare zurück und die Gruppe zerstreute sich wieder. Zur gleichen Zeit gründete das Instituto Lingüístico de Verano eine Siedlung, die zahlreiche Ese Ejja aus dem Gebiet des Madidi anzog. Das ILV organisierte bereits in den 1960er Jahren in Villanueva, Portachuelo Alto und Portachuelo Bajo zweisprachigen Unterricht und eine Lehrerausbildung. Die indigene Sprache diente dabei der Vermittlung von Bibelkenntnissen und der Spanischen Sprache. 1990 übernahm der Staat das Bildungswesen, stützte sich allerdings weiterhin auf Missionare.

## Klassifikation
Ebenso wie die nahe verwandten Sprachen Araona, Cavineña und Reyesano gehört das Ese Ejja zur Familie der Takana-Sprachen.

## Lautsystem
Das Ese Ejja kennt 17 Konsonanten und vier Vokale (a, e, i, o).
| Artikulationsort → | Labial   | Labial      | Koronal | Koronal  | Koronal      | Koronal   | Dorsal  | Dorsal | Dorsal | Dorsal | Radikal   | Radikal   | Radikal    | Radikal    | Glottal | Glottal |
| ↓ Artikulationsart | Bilabial | Labiodental | Dental  | Alveolar | Postalveolar | Retroflex | Palatal | Velar  | Uvular | Uvular | Pharyngal | Pharyngal | Epiglottal | Epiglottal | Glottal | Glottal |
| Nasal              | m        |             | n       | n        | n            |           | ɲ       |        |        |        |           |           |            |            |         |         |
| Plosiv             | p        | b           | t d     | t d      | t d          |           |         | k      |        |        |           |           |            |            | ʔ       |         |
| Frikativ           |          |             |         | s        | ʃ            |           |         | x      |        |        |           |           |            |            | h       |         |
| Approximant        |          |             |         |          |              |           | j       | w      |        |        |           |           |            |            |         |         |

| IPA       | APN | Descripción                       |
| --------- | --- | --------------------------------- |
| *t͡ʃ (*ʧ)  | č   | Stimmlose postalveolare Affrikate |
| *ʈ͡ʂ (*ʈʂ) | ĉ   | stimmlose retroflexe Affrikate    |